# Acalolepta saintaignani
Acalolepta saintaignani är en skalbaggsart som beskrevs av Stefan von Breuning 1982. Acalolepta saintaignani ingår i släktet Acalolepta och familjen långhorningar. Inga underarter finns listade i Catalogue of Life.